# Naturisme herméneutique
Pour les articles homonymes, voir Naturisme (homonymie).
 (décembre 2009).
Si vous disposez d'ouvrages ou d'articles de référence ou si vous connaissez des sites web de qualité traitant du thème abordé ici, merci de compléter l'article en donnant les références utiles à sa vérifiabilité et en les liant à la section « Notes et références ».

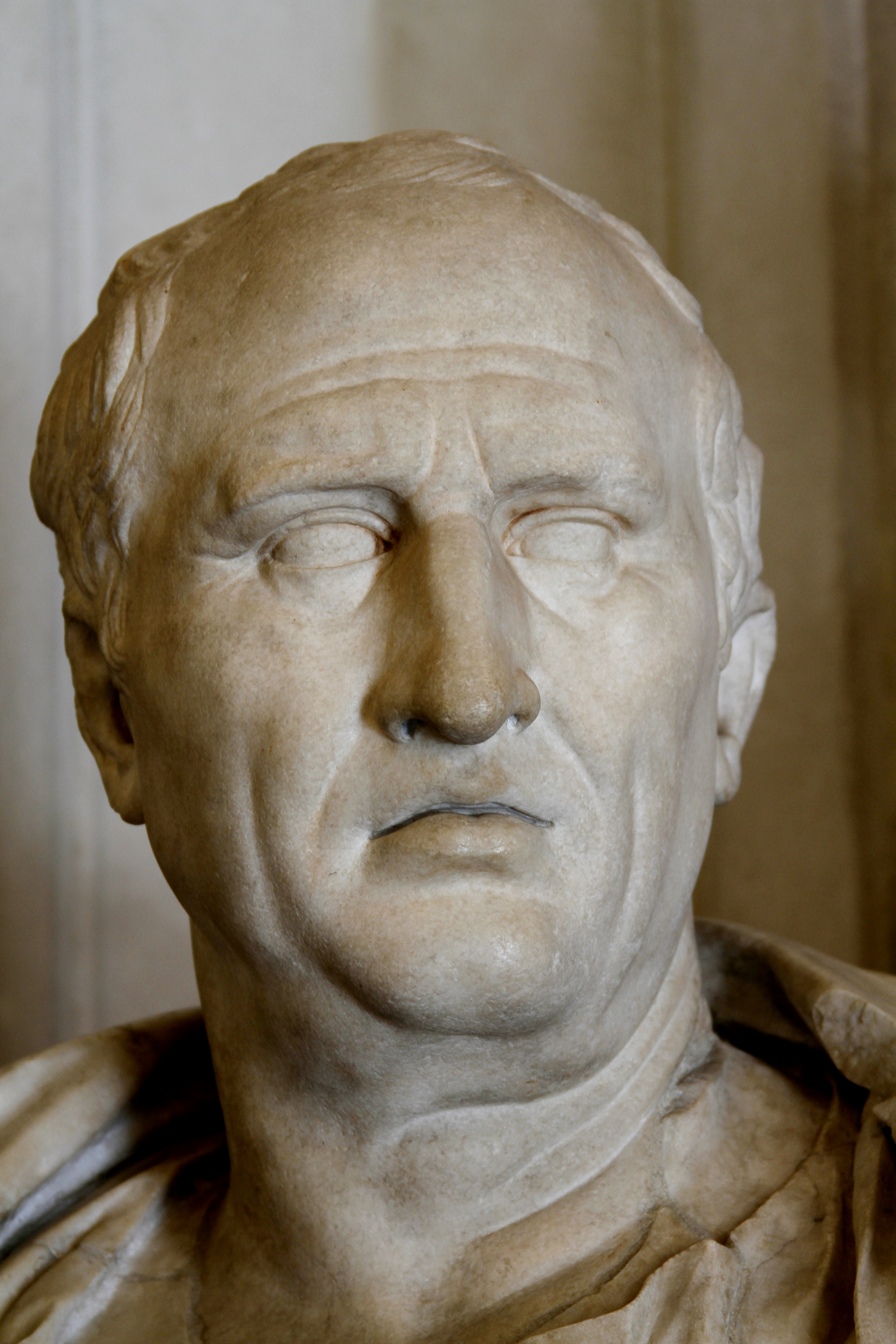
Cicéron.

Le naturisme herméneutique est une méthode ou une théorie interprétant les dieux, en tant que représentations, comme des forces naturelles, ou physiques.
Les stoïciens développent un naturisme herméneutique, qui assimile les dieux, comme représentations, à des forces physiques.
« D'un autre motif en rapport avec la physique est découlée une grande multitude de dieux qui, revêtus d'une forme humaine, ont donné matière aux fables des poètes, mais ont rempli la vie humaine de superstitions. Ce sujet, traité par Zénon, a été abondamment développé par Cléanthe et par Chrysippe... L'air, selon la doctrine stoïcienne, est situé entre la mer et le ciel, et il est déifié sous le nom de Junon ; Junon est la sœur et la femme de Jupiter, ce qui veut dire que l'air ressemble à l'éther [Jupiter] et a, avec lui, l'union la plus intime. » (Cicéron, De la nature des dieux, II, XXV-XXVI).